# Márcio Saraiva
Márcio Costa Saraiva, mais conhecido como Márcio Saraiva (Bauru, 20 de junho de 1981), é um ex-futebolista brasileiro que atuava como zagueiro. Atualmente, atua como auxiliar e observador técnico das categorias de base do São Paulo.

## Carreira
Márcio Saraiva iniciou sua carreira nas categorias de base do São Paulo no ano de 1995, sendo profissionalizado em 2002. Chegou ao Avaí em 2003 mas atuou em apenas quatro partidas e não marcou nenhum gol.
Saraiva atuou no Santos em 2005. Em 2006 foi contratado pelo Mirassol, antes de ter sua segunda experiência fora do país, atuando pelo AIK Solna da Suécia. Logo após foi contratado pelo Hapoel Be'er Sheva de Israel. Pouco antes de encerrar sua carreira, teve passagem pelo Resende, Portuguesa Santista e também pelo Sertãozinho.

## Títulos
São Paulo
- Campeonato Paulista de Futebol - Sub-15: 1997
- Torneio Internacional de Gradisca: 1998
- Torneio Internacional de Monthey: 1999, 2000
- Torneio Blue Star - Mundial FIFA Sub-20: 1999, 2000
- Campeonato Paulista Sub-20: 1999, 2000
- Torneio da Páscoa de Dusseldorf: 2000
- Torneio Victor Benitez Morales: 2000
- Copa São Paulo de Futebol Júnior: 2000
- Torneio Internacional de L'Alcúdia: 2001